# ایوانتئفکا
شهر ایوانتئفکا (به روسی: Ивантеевка) در کشور روسیه و در اوبلاست مسکو واقع شده‌است.